# Attacus burmana
Attacus burmana är en fjärilsart som beskrevs av Adalbert Seitz 1928. Attacus burmana ingår i släktet Attacus och familjen påfågelsspinnare. Inga underarter finns listade i Catalogue of Life.